# Coloncus pius
Coloncus pius är en spindelart som beskrevs av Chamberlin 1948. Coloncus pius ingår i släktet Coloncus och familjen täckvävarspindlar. Inga underarter finns listade i Catalogue of Life.